# Liste d'athlètes olympiques morts à la guerre
Cette page recense les athlètes ayant participé aux Jeux olympiques puis morts du fait d'une guerre, quelle qu'elle soit. La liste est organisée chronologiquement par conflit militaire.
Cette page sera complétée progressivement.

## Première Guerre mondiale

### Tués au combat
| Nom                   | Nom | Nationalité sportive | Participation aux Jeux | Mort | Remarques |
| --------------------- | --- | -------------------- | --- | --- | --------- |
| Andreï Akimov (en)    |     | Russie               | Football aux Jeux olympiques d'été de 1912 à Stockholm : * 5e                                                                                         | Tué en 1916, à l'âge de 25 ou 26 ans. |           |
| Gordon Alexander (en) |     | Royaume-Uni          | Escrime aux Jeux olympiques d'été de 1912 à Stockholm : * éliminé en quart de finale au fleuret individuel * éliminé aux séries à l'épée individuelle | Tué le 24 avril 1917 à Villers-Plouich en France, à l'âge de 31 ou 32 ans, en portant secours à un camarade blessé sur le champ de bataille. |           |

## Guerre d'Hiver
La Guerre d'Hiver (1939-1940) résulte de la tentative d'invasion de la Finlande par l'URSS.
| Nom                | Nom | Nationalité sportive | Participation aux Jeux                                             | Mort | Remarques |
| ------------------ | --- | -------------------- | ------------------------------------------------------------------ | --- | --- |
| Arno Almqvist (en) |     | Russie               | Pentathlon moderne aux Jeux olympiques de 1912 à Stockholm : * 20e | Employé civil volontaire des forces armées finlandaises ; tué le 5 mars 1940, à l'âge de 58 ans, par le bombardement soviétique de la ville de Mikkeli. | Finlandais, représente la Russie aux Jeux olympiques car la Finlande fait partie de l'Empire russe jusqu'en 1917. Vétéran de la Garde blanche lors de la guerre civile finlandaise de 1918. |

## Seconde Guerre mondiale

### Tués au combat
| Nom                  | Nom | Nationalité sportive    | Participation aux Jeux | Mort                                                                                 | Remarques |
| -------------------- | --- | ----------------------- | --- | ------------------------------------------------------------------------------------ | --------- |
| Stefan Adamczak (en) |     | Pologne                 | Athlétisme aux Jeux olympiques d'été de 1924 à Paris : * 15e au saut à la perche                                                       | Tué en septembre 1939, à l'âge de 46 ans, durant l'invasion allemande de la Pologne. |           |
| Herbert Adamski      |     | Allemagne               | Aviron aux Jeux olympiques d'été de 1936 à Berlin : * Médaille d'or au deux en pointe avec barreur                                     | Tué le 11 août 1941, à l'âge de 31 ans, sur le front de l'Est.                       |           |
| Silvano Abba         |     | Italie                  | Pentathlon moderne aux Jeux olympiques d'été de 1936 à Berlin : * Médaille de bronze                                                   | Tué le 24 août 1942, à l'âge de 31 ans, à la bataille d'Izbushensky en URSS.         |           |
| Shigeo Arai          |     | Japon                   | Natation aux Jeux olympiques d'été de 1936 à Berlin : * Médaille de bronze au 100 m nage libre * Médaille d'or au 4 x 200 m nage libre | Tué à la guerre le 19 juillet 1944 près d'Imphāl en Inde.                            |           |
| Abdurahman Ali (en)  |     | Philippines américaines | Natation aux Jeux olympiques d'été de 1932 à Los Angeles : * éliminé aux séries au 100 m nage libre                                    | Tué à la guerre à une date inconnue, à l'âge d'environ 30 ans.                       |           |

### Morts dans un camp de concentration allemand
| Nom                | Nom | Nationalité sportive | Participation aux Jeux                                                                                     | Mort | Remarques |
| ------------------ | --- | -------------------- | --- | --- | --------- |
| Judikje Simons     |     | Pays-Bas             | Gymnastique aux Jeux olympiques d'été de 1928 à Amsterdam : * Médaille d'or au concours général par équipe | Morte avec son mari et ses deux enfants au camp d'extermination de Sobibor en mars 1943. |           |
| Helena Nordheim    |     | Pays-Bas             | Gymnastique aux Jeux olympiques d'été de 1928 à Amsterdam : * Médaille d'or au concours général par équipe | Morte au camp d'extermination de Sobibor avec son époux et son fils en juillet 1943. |           |
| Anna Polak         |     | Pays-Bas             | Gymnastique aux Jeux olympiques d'été de 1928 à Amsterdam : * Médaille d'or au concours général par équipe | Morte au camp d'extermination de Sobibor avec sa fille en juillet 1943. |           |
| Estella Agsteribbe |     | Pays-Bas             | Gymnastique aux Jeux olympiques d'été de 1928 à Amsterdam : * Médaille d'or au concours général par équipe | Déportée à Auschwitz car juive, et assassinée le 17 septembre 1943, à l'âge de 34 ans, avec sa fille Nanny (6 ans) et son fils Alfred (2 ans). Son époux Samuel Blits y meurt à son tour en avril 1944. |           |

### Autres
| Nom                | Nom | Nationalité sportive | Participation aux Jeux | Mort | Remarques |
| ------------------ | --- | -------------------- | --- | --- | --------- |
| Iwao Aizawa (en)   |     | Japon                | Athlétisme aux Jeux olympiques d'été de 1928 à Amsterdam : * éliminé aux séries au 100 m * éliminé aux séries au 200 m * éliminé aux séries au relais 4x100 m | Prisonnier de guerre des Américains. Mort en octobre 1945 de la malaria, à l'âge de 39 ans, au camp de prisonniers Bilibid aux Philippines. |           |
| József Eisenhoffer |     | Hongrie              | Football aux Jeux olympiques d'été de 1924 à Paris : * 9e | Mort le 13 novembre 1945, à l'âge de 45 ans, des suites de ses blessures dues au bombardement allemand durant la bataille de Budapest.      |           |